# Stara Wieś (stacja kolejowa)
Stara Wieś – stacja kolejowa techniczna w Kutnie, w województwie łódzkim, w Polsce.